# Josep Gironès Descarrega
Josep Gironès Descarrega (La Fatarella, Terra Alta, 14 d'abril de 1954), és un escriptor català. Es va iniciar en el camp literari amb estudis locals com Fets, anècdotes i contalles de la Fatarella, Vila-seca... (1996) i reculls de relats com De viu en viu (1998). Des d'aleshores ha guanyat diversos premis. També col·labora i publica articles a diverses revistes locals i tècniques, i als diaris El País, Diari de Tarragona i El Punt.

## Obres

### Novel·la i narrativa
- Presidi major, Lleida: Pagès, 2015
- Viure sense el meu fill, Barcelona: Meteora, 2011
- El major tresor, Barcelona: Escua, 2010
- Cròniques de morts, vius i delicats, Andorra la Vella: Banca Internacional - Banca Mora, 2009
- La cabana, Valls: Cossetània, 2008
- Planys de figuera blanca, Tarragona: Arola, 2006
- De viu en viu, Premià de Mar: El Clavell, 1998
- Contalles de cafè (que acaben més o menys bé). Piolet, 2018
- Luxúria & Co. Piolet, 2019
- La doble mort d'un anarquista, Lleida, Pagès editor 2021
- Fugida pel camí dels Morts. Tarragona. Silva editorial. 2022
- Justícia de garrot. Els crims de Gandesa de 1885. Varia editio 2024
- L'Home del Segle. Silva editorial 2025

### No ficció
- El Catllar: vivències personals, Tarragona: Silva, 2007
- Via verda de la Terra Alta i Via verda del Baix Ebre - Via verda de la Val de Zafan, Barcelona, 2006
- L'arquitectura àuria dels templers - Terra Alta i Ribera d'Ebre, Tarragona: Diputació de Tarragona, 2005

- La cuina més senzilla d'una dona del terròs, Valls: Cossetània, 2005
- L'art de la pedra en sec a les comarques de Tarragona, Tarragona: Diputació de Tarragona,1999
- Paratges d'encís i gent de bona mena, Barcelona: Columna, 1999
- Fets, anècdotes i contalles de la Fatarella, Vila-seca..., Vila-seca, 1996
- Els camins ramaders de la Fatarella, Barcelona: Piolet 2015
- La Fatarella, pedres amb història. Barcelona: Piolet 2018
- Terres de l'Ebre.15 rutes de senderisme per a persones grans i actives. Barcelona. Piolet 2022
- Camp de Tarragona. 15 rutes de senderisme per a persones grans i actives. Barcelona. Piolet 2022
- Terres de l'Ebre.15 rutes MÉS de senderisme per a persones grans i actives. Barcelona. Piolet 2023
- Camp de Tarragona. 15 rutes MÉS de senderisme per a persones grans i actives. Barcelona. Piolet 2023

## Premis i reconeixements
- Premi Fiter i Rossell, 2014 - Presidi Major
- Premi Sant Carles Borromeu de contes del Cercle de les Arts i les Lletres d'Andorra, 2008 - Cròniques de morts, vius i delicats
- Premi Literari Vila d'Ascó, 2007 - La cabana[2]
- Premi Rovira i Virgili de memòries, 2005 - Planys de figuera blanca